# Samandağ

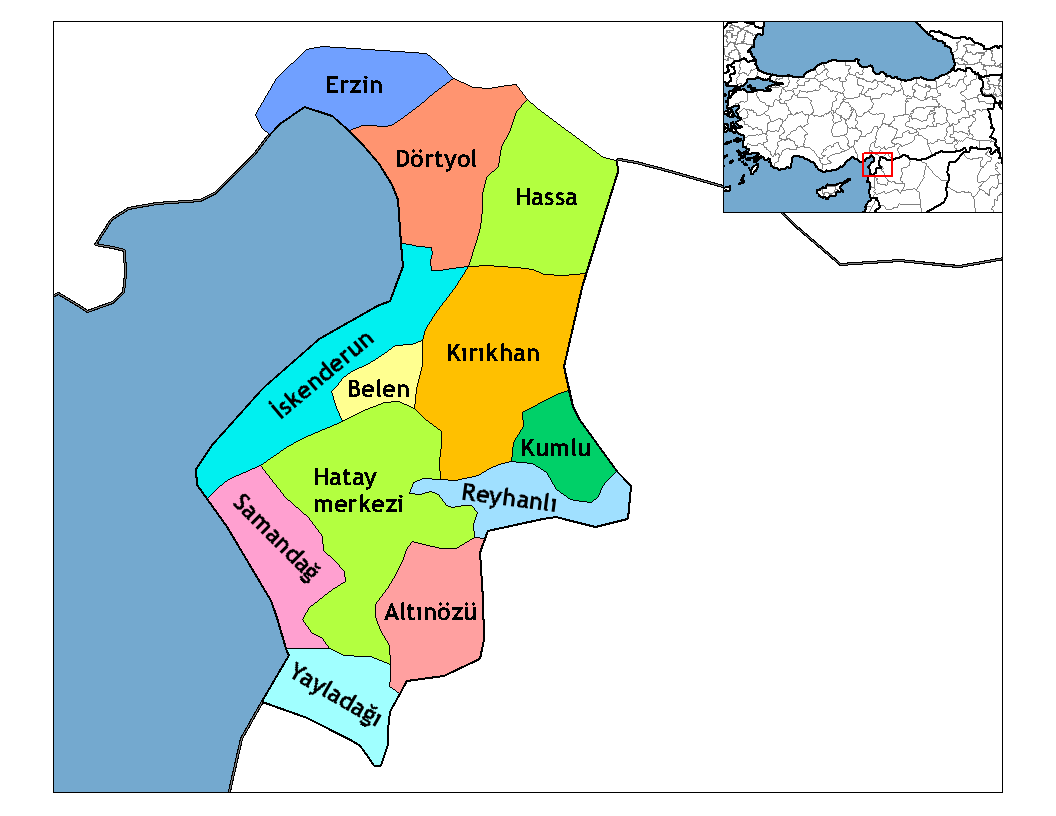
Districtes de la província d'Hatay

Samandağ (àrab al-Suwaydiyya) és una ciutat i districte de la província de Hatay al sud de Turquia, 5 km al nord de la desembocadura de l'Orontes (Nahr al-Asi), a la costa Mediterrània, prop de la frontera entre Turquia i Síria i a 25 km d'Antioquia. La ciutat va portar antigament el nom Selèucia Piera, després el d'al-Suwaydiyya i el de Soudin o Sant Simeó, i sota domini turc fou coneguda successivament com a Samanda, Yukarı Alevışık, Levşiye i Süveydiye fins que el 1948 va adoptar oficialment el nom de Samandağ. La seva població al cens del 2009 era de 43.528 habitants.

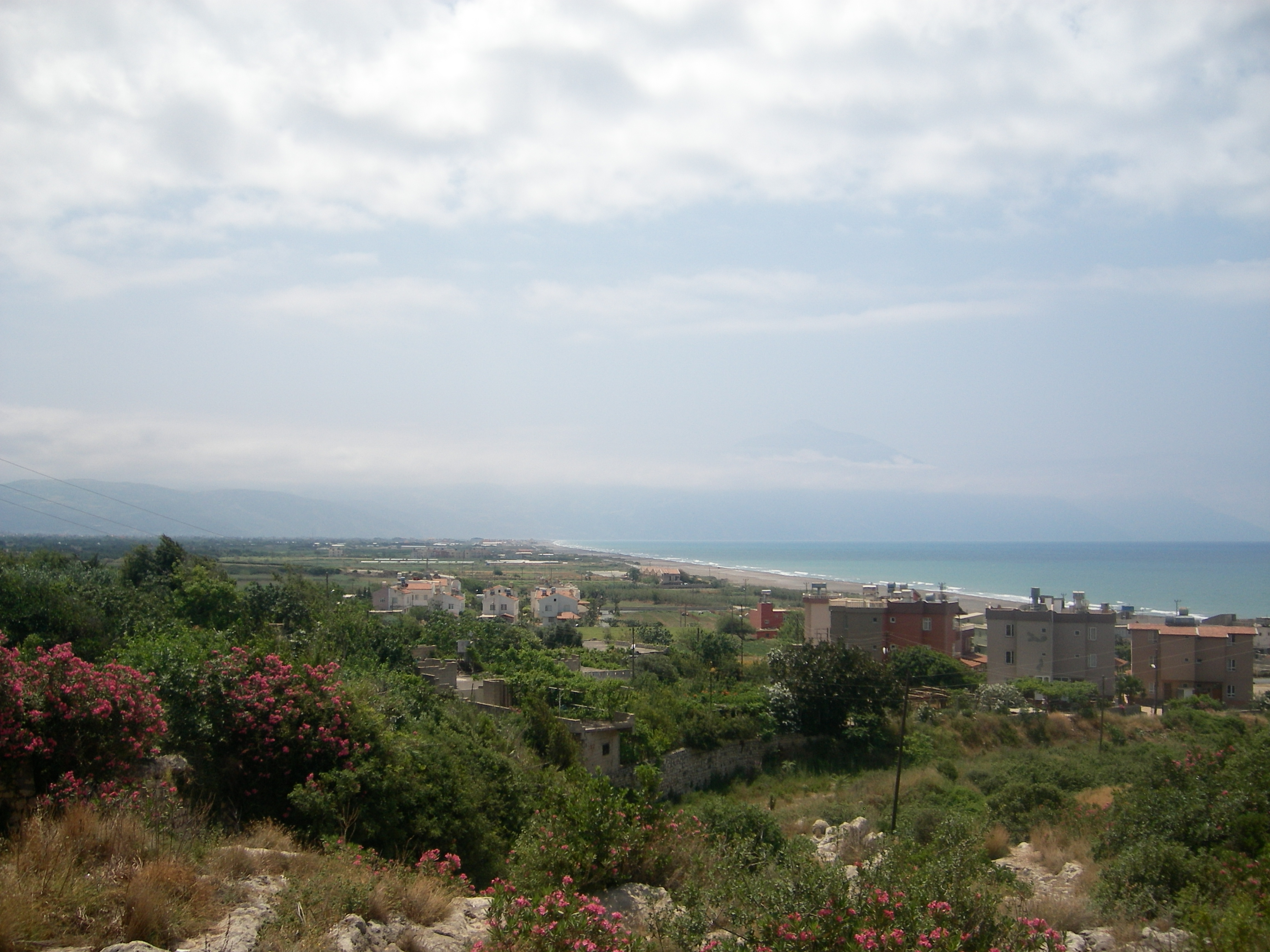
Vista de Samandağ

## Història
Samandağ està prop de Seleucia Pieria, fundada vers el 300 aC per Seleuc I Nicàtor, un port que aviat va esdevenir un dels principals ports hel·lenístics de la Mediterrània i després de Roma però fou destruïda per un terratrèmol el 526 i el port va quedar inservible. Llavors fou reconstruïda a poca distància sobre una vella factoria grega i va quedar com a port d'Antioquia de l'Orontes. A l'època musulmana apareix esmentat com al-Suwaydiyya. Va jugar un destacat paper en la conquesta d'Antioquia pels croats el 1098. Els croats van anomenar el port com Soudin o com a Sant Simeó en honor de Simeó Estilita el Jove, del monestir del qual quedaven unes restes a la muntanya anomenada "Admirable" a l'est de la ciutat. Els musulmans l'anomenaren sovint al-Mina. Es creu que fou abandonat el segle xiv. La ciutat moderna apareix durant el mandat francès, abans del referèndum de 1939. La població és de majoria alauita (nusayrita); el mausoleu d'al-Khidr o al-Khadir és objecte de veneració popular. La ciutat normalment vota a l'esquerra i el 2009 va guanyar el Partit de la Llibertat i la Solidaritat (ÖDP), que fou l'únic alcalde d'aquest partit a tota Turquia.

## Llocs d'interès
- Túnel de Vespasià, al poble de Kapısuyu , construït com a canal d'aigua al segle ii.
- Tomba del santó al-Khidr o al-Khadir (turc Hızır).